# Џеј Лено
Џејмс Даглас Мјур Лено (енгл. James Douglas Muir Leno; Њу Рошел, Њујорк, 28. април 1950) амерички је комичар, глумац, телевизијски водитељ, писац и продуцент. Након бављења стенд-ап комедијом постао је најпознатији као водитељ емисије Вече са Џејем Леноом од 1992. до 2009. године.